# Kladeos

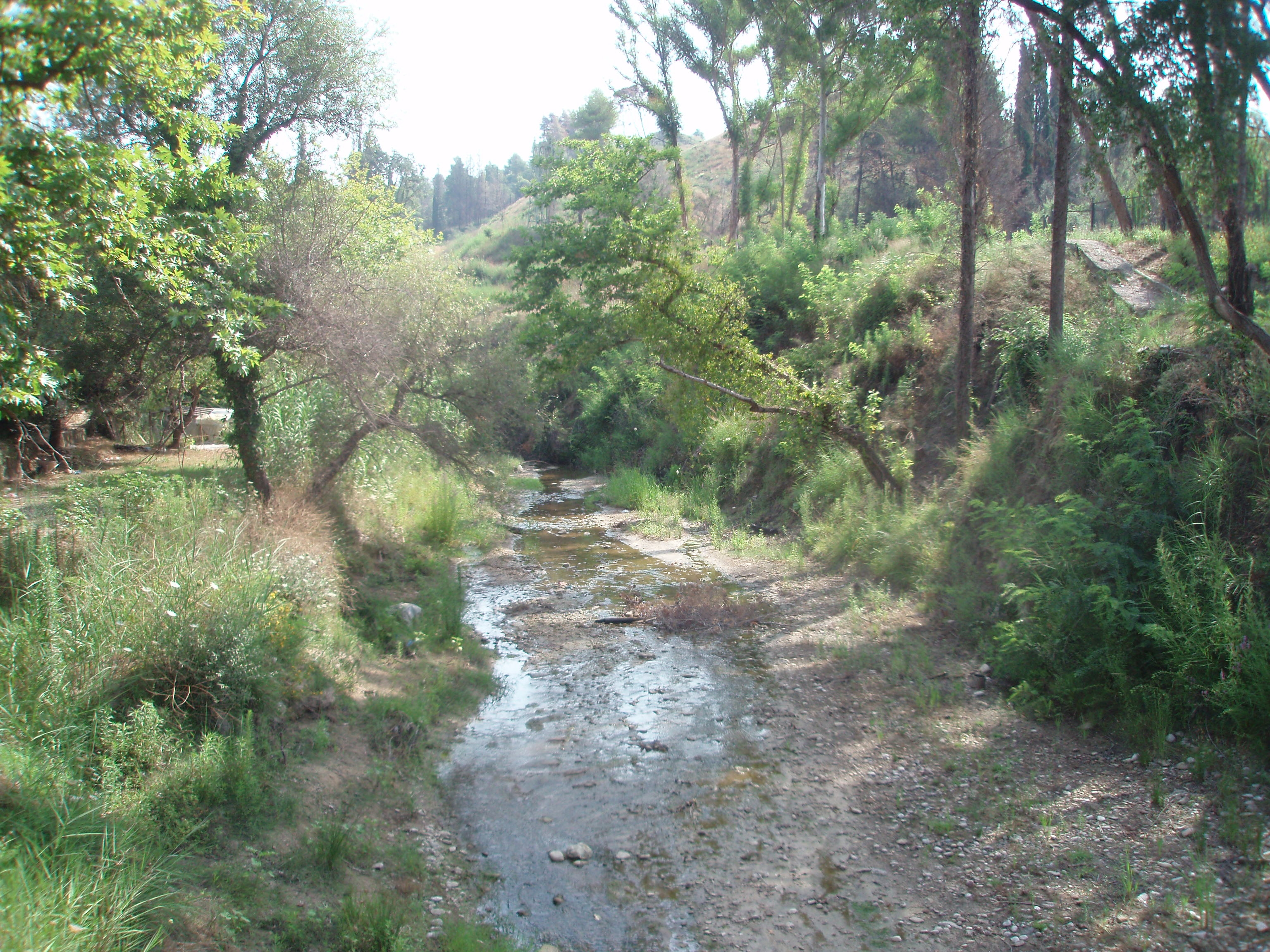
De Kladeos.

De Kladeos (Grieks: Κλάδεος, Latijn: Cladeus) is een rivier in Griekenland. De rivier heeft zijn naam te danken aan de watergod Κλάδεος/Cladeus. De Kladeos stroomt van het noorden van Olympia, rechtstreeks in de Alpheios die ten zuiden van Olympia ligt. De Kladeos heeft Olympia al vele malen laten onderstromen. Tegenwoordig worden maatregelen genomen om te voorkomen dat de Kladeos de stad in de winter overstroomt.